# Jendrassik-motor

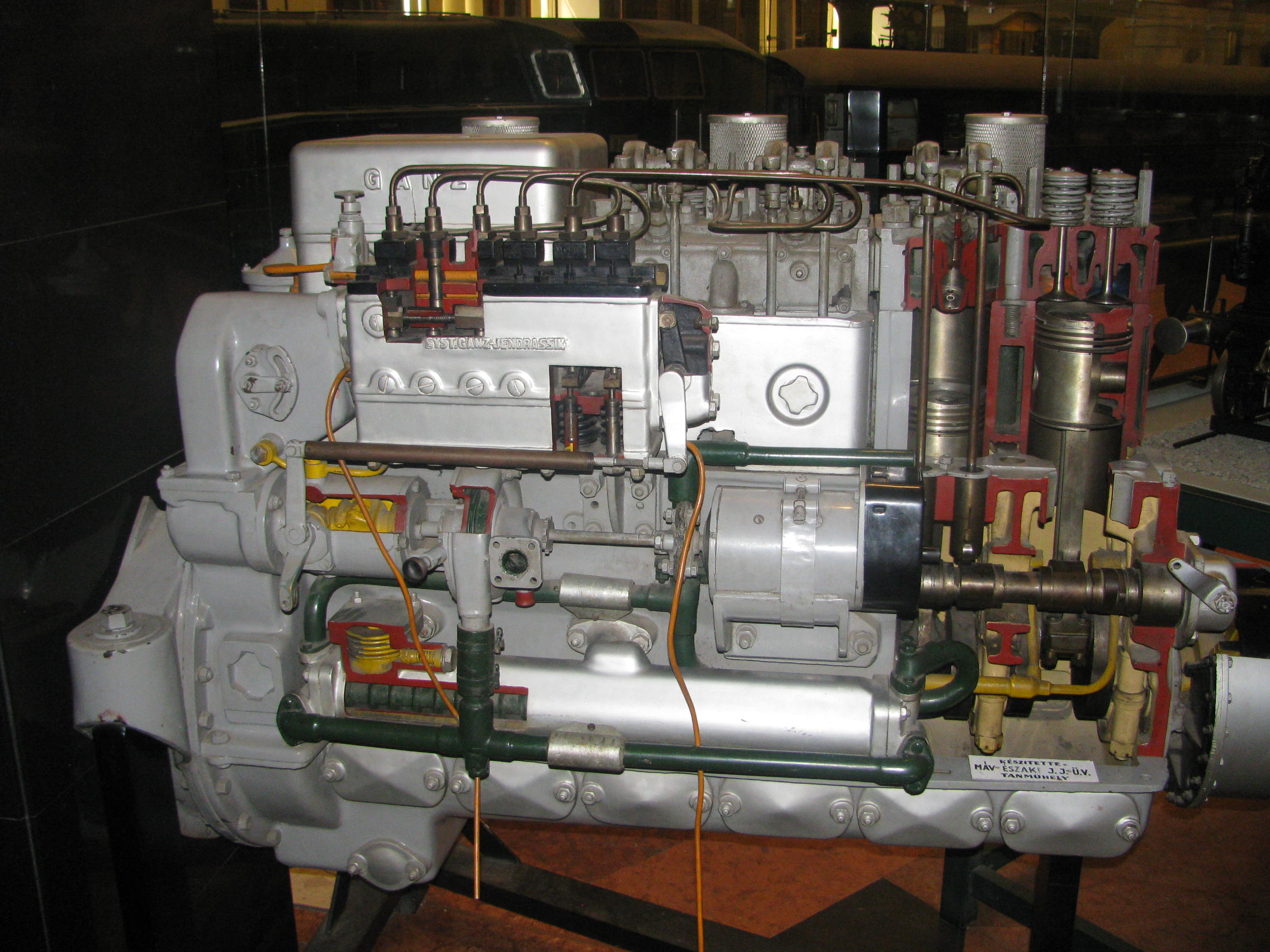
6 hengeres Ganz-Jendrassik motor 1934-ből a Közlekedési Múzeumban

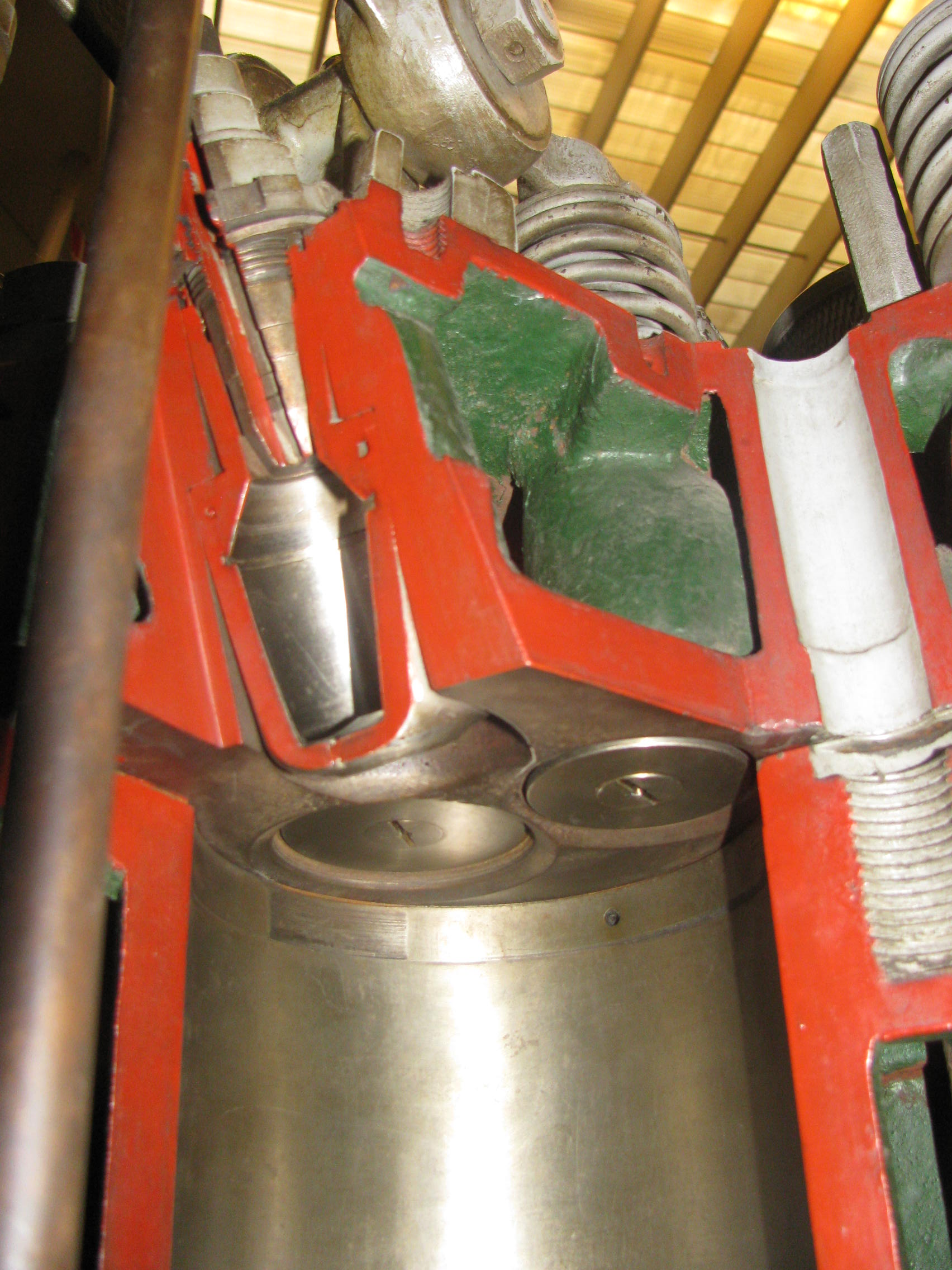
Egy Ganz-Jendrassik motor égésterének metszete

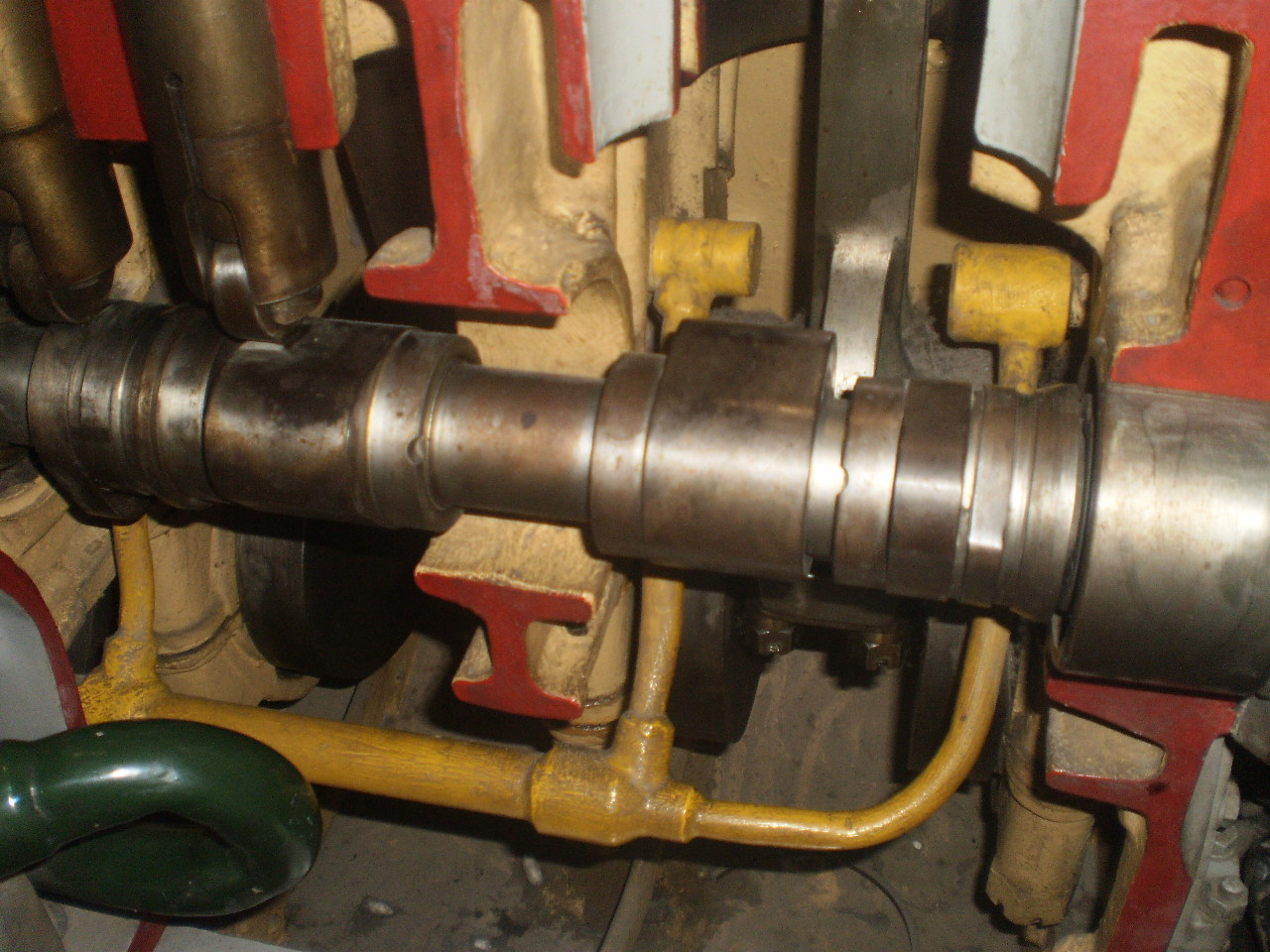
A motor vezérműtengelye. Jól látható a három különböző profilú bütyköstárcsa

A Jendrassik-motor gyorsjárású dízelmotor, nevét kifejlesztőjéről, Jendrassik Györgyről kapta. A maga idejében az akkor elterjedt hajózási célú motorokhoz képest kis méretű és magas fordulatszámú motornak számított, ezzel megfelelt a vasúti üzem követelményeinek.
A vasúti vontatás igényein túl a tervezésnél figyelembe kellett venni, hogy a Ganz gyáraiban gazdaságosan gyártható legyen, mivel akkor még nem alakult ki a motorgyártáshoz a ma már természetes beszállítói rendszer. A motorok felépítése egyszerű, javításuk, karbantartásuk egyszerűbben felszerszámozott műhelyekben is megoldható. Az öntöttvas hengerek felfúrással (valamint túlméretes gyűrűkkel és dugattyúkkal), majd hüvelyezéssel voltak javíthatók. A motorok megbízhatóságát, tartósságát mutatja, hogy még 50 év üzem után is találhatók működő példányok.

## Az újítások
- Előkamrás égéstér
- Dekompressziós berendezés az indítás és a bemelegítés megkönnyítéshez
- Rugós adagolószivattyú

## Az előkamra
Az égéstér hozzávetőleg 1/4 részét különválasztják, és ide fecskendezik be az üzemanyagot. Az előkamra és a fő égéstér között egy vagy több furat található. A sűrítési ütem végén az előkamrába befecskendezett üzemanyag meggyullad és részben elég, nyomása ennek következtében megnő, majd a furatokon keresztül az égéstérbe áramlik, ahol a heves áramlások miatt az üzemanyag apró cseppekre porlasztása befejeződik, így gyorsan, jó hatásfokkal ég el.

## A motor indítása
Kis hengerűrtartalom esetén fokozottan érvényesül a hengerfal hűtő hatása az égéstérre, miáltal a sűrítés végi hőmérséklet is csökken, ami az öngyulladást nehezíti vagy megakadályozza.
A kis méret és az egyszerű üzemeltethetőség figyelembevételével nem volt lehetőség komplikált hidegindító berendezés beépítésére. A hideg üzemben a szívószelep vezérlését úgy módosította, hogy az a levegőt csak a szívóütem vége felé kezdte beengedni a hengerbe, így ott először légritka tér alakult ki, ebbe áramlott a légköri nyomású levegő, amely a termodinamika törvényeinek megfelelően kissé felmelegedett.
Jendrassik a szelep  három üzemmódhoz (indítás, hideg üzem, üzemmeleg állapot) tartozó vezérlését a vezérműtengelyen található három bütyökkel oldotta meg. Az üzemmódok között a vezérműtengely tengely irányú eltolásával lehetett váltani. Indításkor az első, a tengellyel koncentrikus hengeres bütyök kerül működésbe, amely teljesen kinyitja a szelepeket, hogy a forgatáshoz szükséges teljesítmény minél kisebb legyen (dekompresszió), majd a második bütyök lép be, amely csak a szívóütem végén nyitja a szívószelepet, így a hengerben viszonylag nagy vákuum lép fel, és a hirtelen, nagy sebességgel beáramló levegő mozgási energiája a hengerbe érve hővé alakul át, vagyis felmelegszik, majd a kompresszióütem végén, a további felmelegedés során begyújtja a keveréket.
Az eljárás olyan hatékony volt, hogy egy 24 lóerős motort -15 °C-ban csupán kézi erővel be lehetett indítani.

## Rugós adagolószivattyú
Ha az adagolószivattyú dugattyúja kényszerkapcsolatban van a bütyköstengellyel, akkor a befecskendezési végnyomás függ a fordulatszámtól, ami kisebb fordulatszámon elégtelen porlasztást eredményez. Ezen hátrány csökkentésére a dugattyút a bütyköstárcsa csak nyitja, utána elválik a kettő, és a befecskendezést erős rugó hajtja végre; maga a befecskendezés folyamata nem függ a fordulatszámtól.

## Külső hivatkozások
- A motor beindítása